# 生活協同組合コープかながわ
生活協同組合コープかながわ（せいかつきょうどうくみあいコープかながわ）は、かつて存在した神奈川県の生活協同組合。コープしずおか・市民生協やまなしなどとともにユーコープ事業連合を構成した。2013年3月21日にコープしずおか・コープやまなしと合併して、生活協同組合ユーコープとなる。

## 概要
- 本部 - 〒222-0033 神奈川県横浜市港北区新横浜2-5-11
- 店舗数 - 115店舗
- 会員数 - 約116万6千人
- 供給・利用高 - 1,449億8千万円
- 職員数 - 1,104名、パート職員数 - 6,605名

（数値はいずれも2006年度、見込み値を含む）

## 店舗形態
従来の中・大型店や小型店に加え、1992年より地域の小売業者と共同出店の「ハーモス」、2002年より惣菜や生鮮食品を重視した「ミア クチーナ」の新業態を展開している。

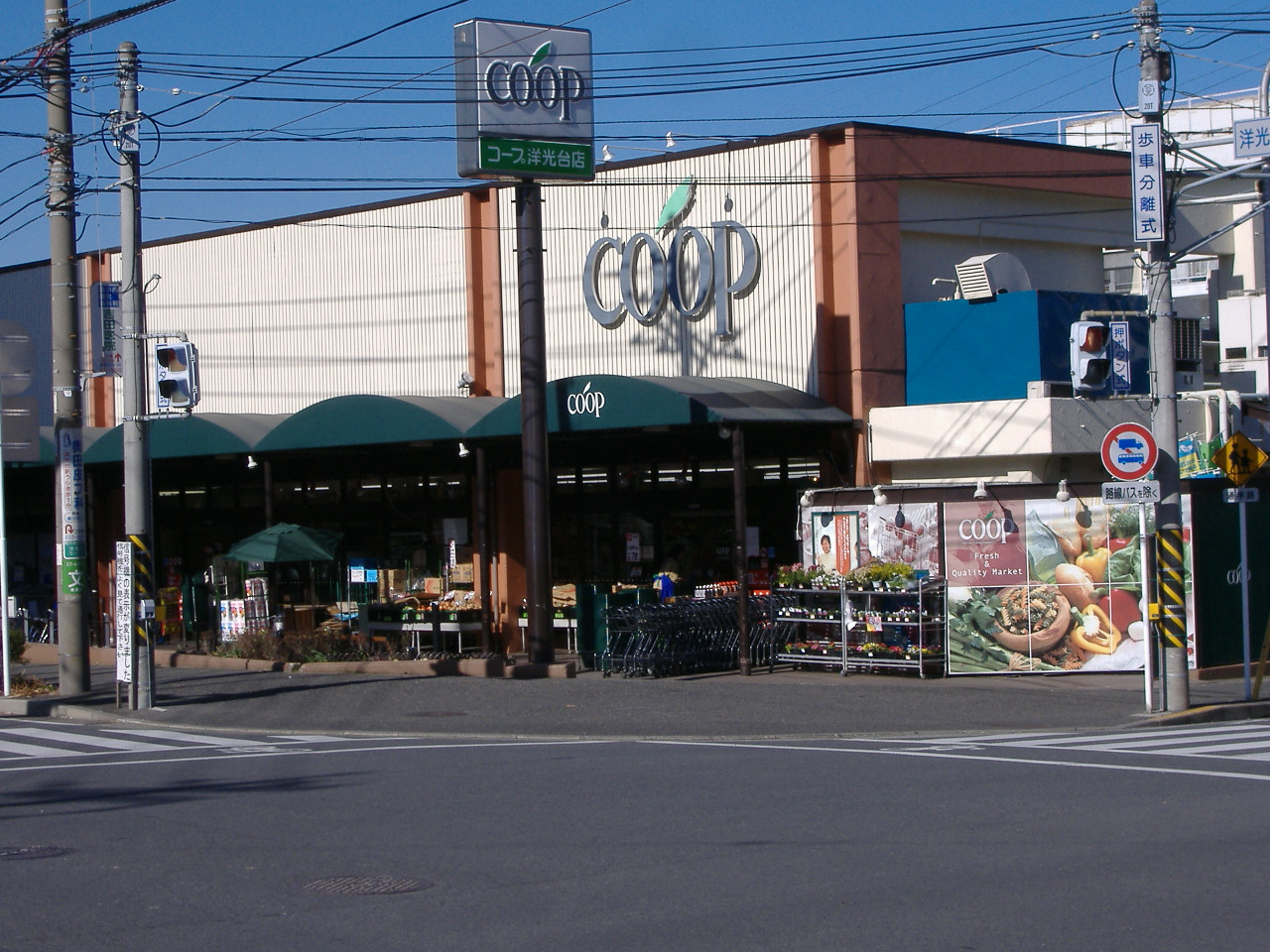
中型店舗の洋光台店
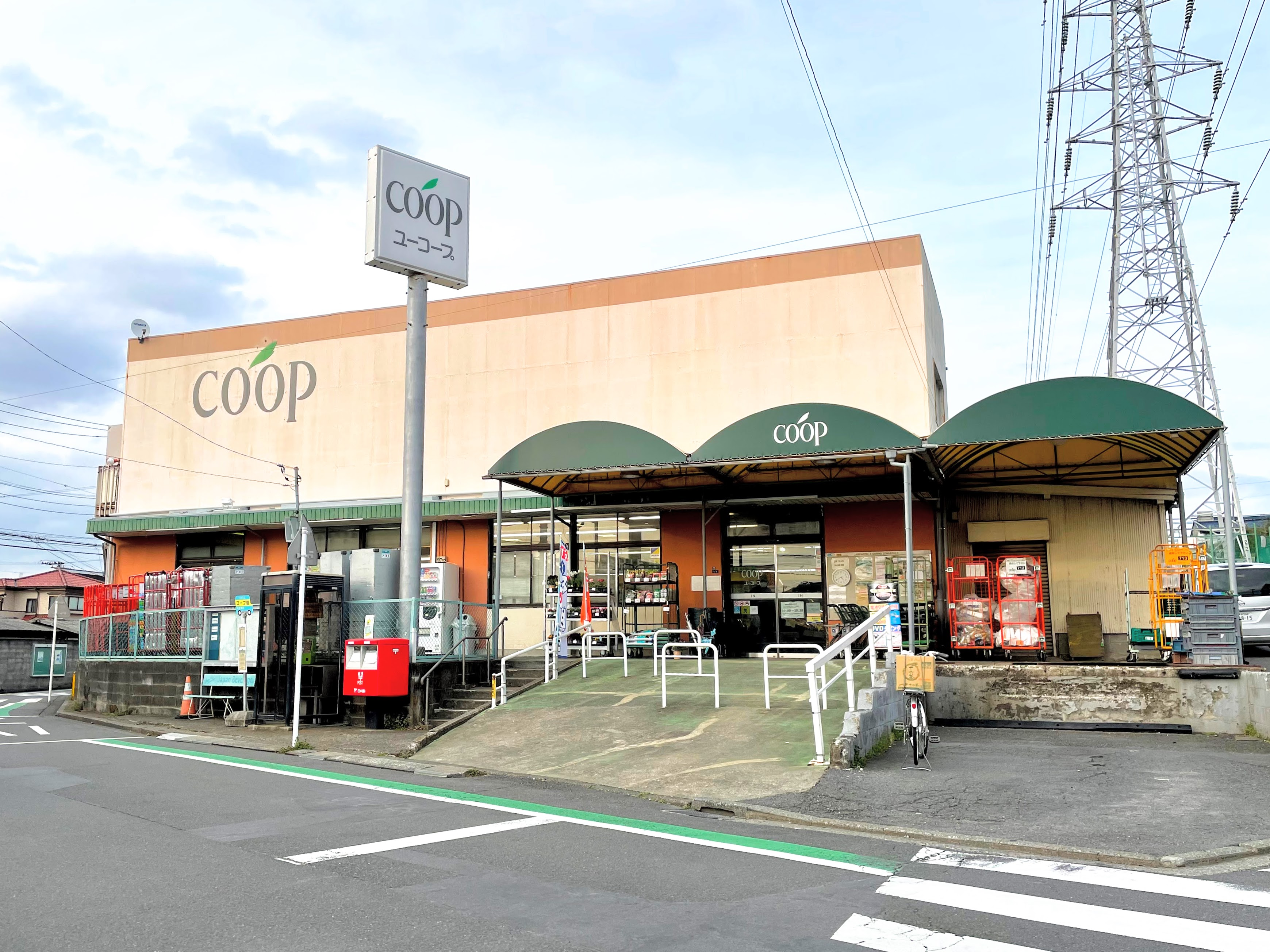
小型店舗の和泉店（ユーコープ移行後）
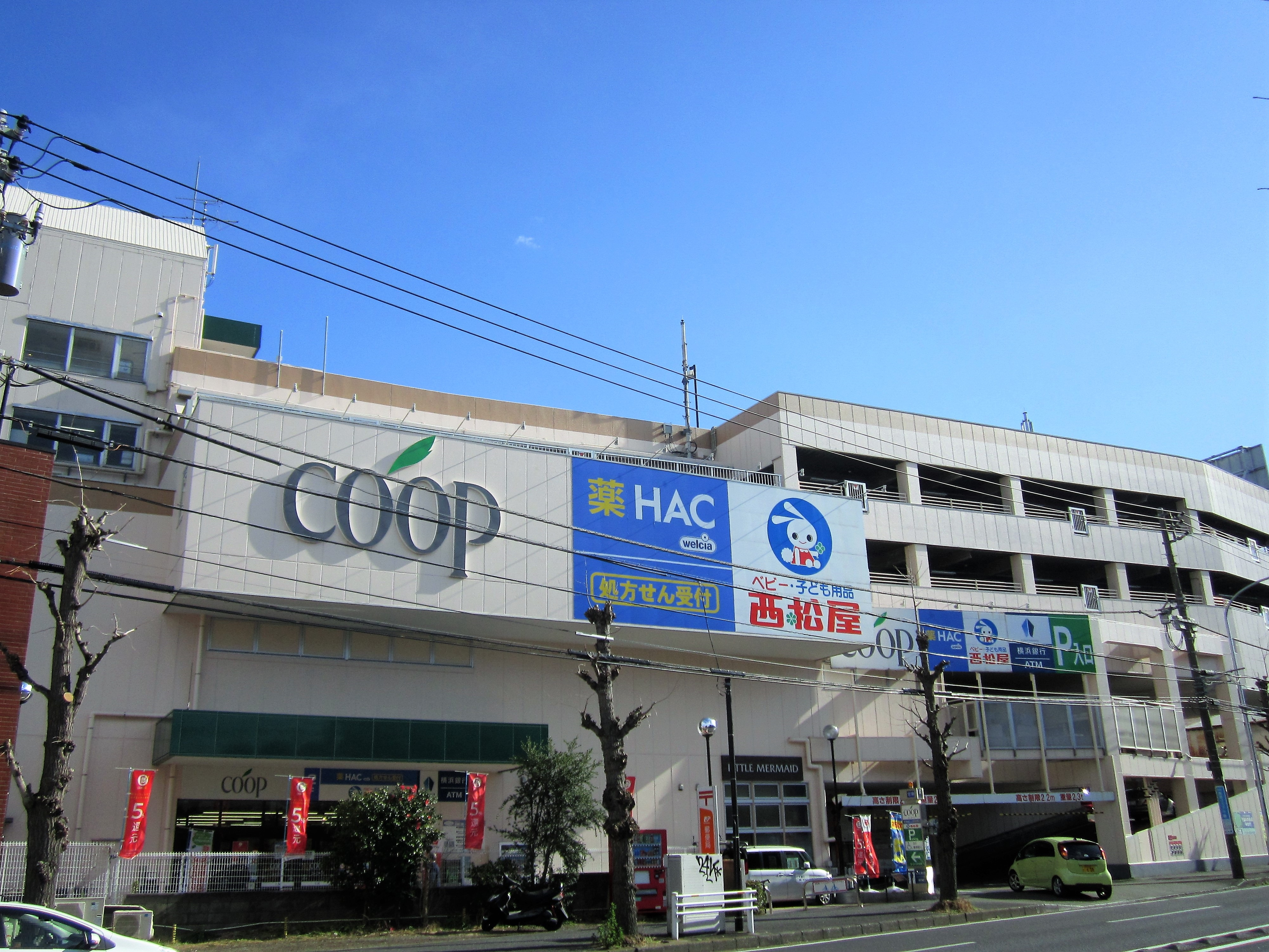
大型店舗の片倉店
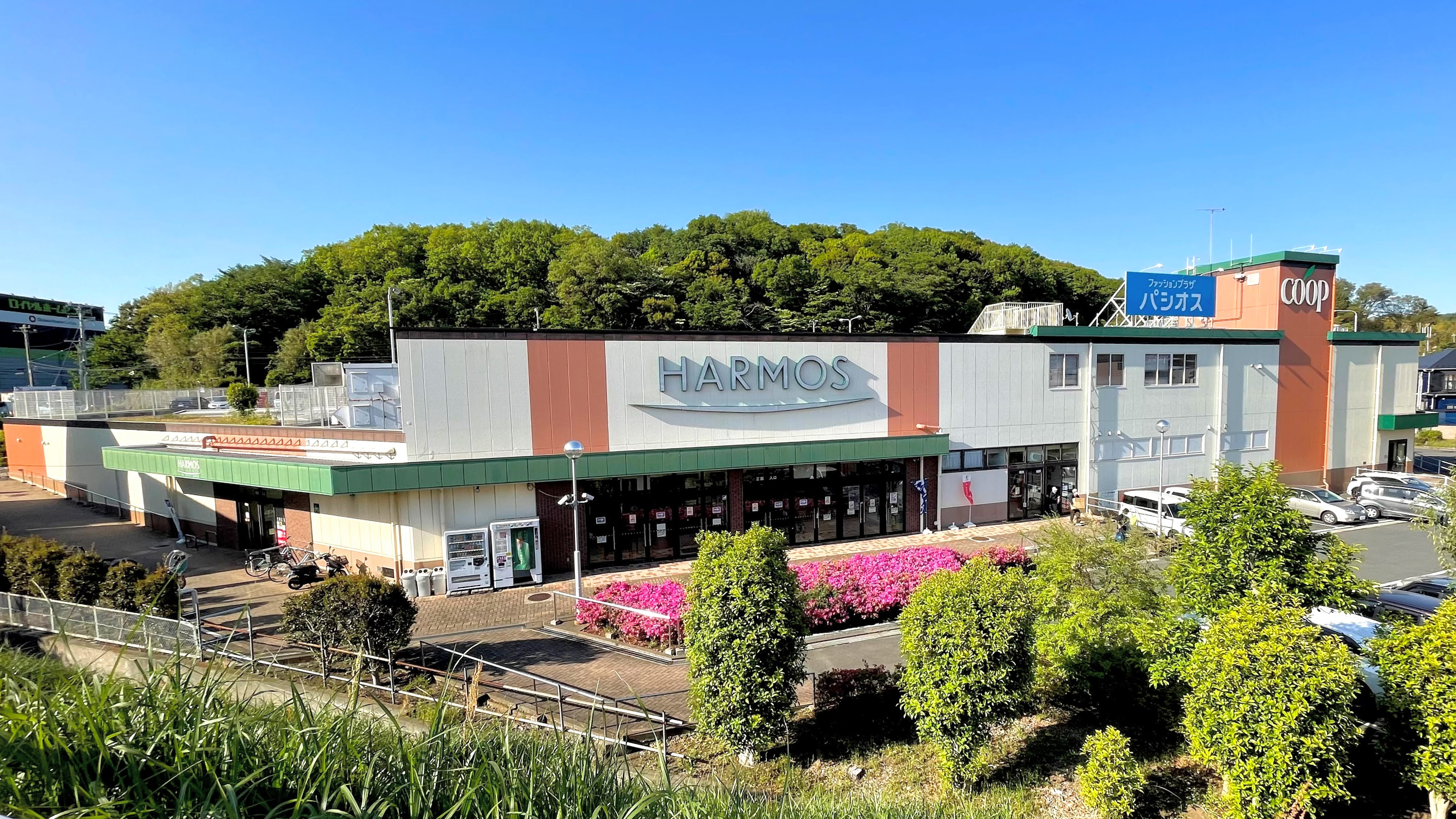
大型店舗のハーモス深谷店

## 沿革
- 1946年7月6日 - 23の職場生協と33の地域生協が統合し、川崎生活協同組合を設立。
- 1947年
  - 9月 - 横浜生活協同組合を設立。
  - 11月 - 横須賀生活協同組合を設立。
- 1975年5月14日 - 川崎生協・川崎市民生協・横浜生協・湘南市民生協・浜見平生協が統合し、かながわ生活協同組合となる。
- 1979年5月16日 - 神奈川みなみ生協・西湘市民生協を統合。
- 1980年3月20日 - さがみ生協を統合。
- 1987年 - 「ふれあい共済」事業開始。
- 1989年
  - 3月25日～10月1日 - 横浜博覧会に「コープふれあい館」を出展。
  - 6月12日 - 生活協同組合コープかながわに商号変更。
- 1990年3月22日 - 近隣5生協とともに、ユーコープ事業連合を設立。
- 1991年4月 - 戸別配達を開始。
- 1992年10月 - 地域共同型店舗形態の「ハーモス座間」を出店。
- 1997年6月22日 - 菊名生協を統合。
- 2000年4月 - 介護保険法に基づく介護事業を開始。
- 2002年3月 - 生鮮を強化した店舗形態の「ミアクチーナ鶴巻」・「ミアクチーナ長後駅前」を出店。
- 2013年3月21日 - しずおかコープ・市民生協やまなしと合併し、生活協同組合ユーコープとなる。

これ以降については、生活協同組合ユーコープを参照。

## 不祥事・事件・トラブル
コープかながわの店舗の一つ・ハーモス荏田が、揚げる前のトンカツの一部が売れ残った際、その一部を冷凍保存した上で再び調理し、カツ重などとして販売していたことが、2010年5月8日に発覚した。食品衛生法には抵触しなかったが、コープかながわの内規違反であった為、公表した。
。